# Новокангышевский сельсовет
Новокангышевский сельсове́т — упразднённая в 2008 году административно-территориальная единица и сельское поселение (тип муниципального образования) в составе Дюртюлинского района. Почтовый индекс — 452305. Код ОКАТО — 80224828000.
Объединён с сельским поселением Учпилинский сельсовет.

## Состав сельсовета
село Новокангышево — административный центр, село Казакларово, деревни Баргата, Киргизки, Малобишкуразово, Новобадраково, Сергеевка, Таубаш-Бадраково.

## История
Закон Республики Башкортостан от 19.11.2008 N 49-з «Об изменениях в административно-территориальном устройстве Республики Башкортостан в связи с объединением отдельных сельсоветов и передачей населённых пунктов», ст.1 п. 20) в) гласил:

 "Внести следующие изменения в административно-территориальное устройство Республики Башкортостан:
 объединить Учпилинский и Новокангышевский сельсоветы с сохранением наименования «Учпилинский» с административным центром в селе Учпили.
Включить сёла Казакларово, Новокангышево, деревни Баргата, Киргизки, Малобишкуразово, Новобадраково, Сергеевка, Таубаш-Бадраково
Новокангышевского сельсовета в состав Учпилинского сельсовета.

Утвердить границы Учпилинского сельсовета согласно представленной схематической карте.

Исключить из учётных данных Новокангышевский сельсовет

## Географическое положение
На 2008 год граничил с Чекмагушевским районом, с муниципальными образованиями: Староянтузовский сельсовет, Миништинский сельсовет, Байгильдинский сельсовет, Учпилинский сельсовет, Такарликовский сельсовет, Маядыковский сельсовет («Закон Республики Башкортостан от 17.12.2004 N 126-з (ред. от 19.11.2008) „О границах, статусе и административных центрах муниципальных образований в Республике Башкортостан“»).